# Tricholochmaea rufosanguinea
Tricholochmaea rufosanguinea är en skalbaggsart som först beskrevs av Thomas Say 1826.  Tricholochmaea rufosanguinea ingår i släktet Tricholochmaea och familjen bladbaggar. Inga underarter finns listade i Catalogue of Life.